# پل کاتشر
پل کاتشر (به آلمانی: Paul Kutscher) (زادهٔ ۱۱ مهٔ ۱۹۷۷) شناگر اهل اروگوئه است.